# Belfort en beiaard van Menen
Het belfort en de beiaard bevinden zich in Menen (West-Vlaanderen, België), op de Grote Markt. Het belfort van Menen werd gebouwd tegen het toenmalige stadhuis op de Grote Markt. Het heeft een bewogen geschiedenis gekend en is sinds 1999 door de Unesco erkend als deel van het werelderfgoed Belforten in België en Frankrijk.

## Geschiedenis
De eerste steen werd gelegd in 1574, maar omdat toen de godsdienstoorlogen volop woedden, zette men in 1576, nauwelijks twee jaar na het begin van de werken, de bouwwerken stop. In 1610 ging men opnieuw aan de slag en op de bestaande onderbouw, die in natuursteen is opgetrokken, kwam een bovenbouw in baksteen. Daarbovenop bouwde men nog een houten spits, met een koepelvormig dak en een lantaarn. Die spits werd er in 1706 bij het beleg van Menen afgeschoten.
Daarna werd het belfort hersteld en kreeg er meteen nog een derde, achthoekige bovenlaag bij. En ook op deze derde verdieping bouwde men opnieuw een houten spits, met een koepelvormig dak met lantaarn. De Franse belegering en de periode van de Oostenrijkse Nederlanden die daarop volgde kwam het belfort zonder grote schade door. Tot in 1794 de Franse republikeinse troepen er nog een keer de lantaarn afschoten. Pas in 1828 werd het belfort hersteld en werd er een vierde, achthoekige verdieping toegevoegd, dit keer afgesloten met een opengewerkte balustrade. Aan de zijkant van het belfort, in een nis, staat nog een beeld dat een gegeselde Christus voorstelt. Het draagt de titel Ons heer in ’t riet.
In het belfort bevindt zich de beiaard. De huidige beiaard kwam er in 1962 en telt 49 klokken die samen bijna vijf ton wegen. Zoals alle beiaarden vond ook de beiaard van Menen zijn oorsprong in het torenuurwerk. De eerste beiaard dateert uit 1616, toen de belforttoren nog maar twee bouwlagen en een houten spits had. De eerste beiaard telde 18 klokken. 100 jaar later kwam er een nieuwe beiaard met 34 klokken maar die overleefde de Franse Revolutie niet. Na veel onderhandelen kreeg Menen uiteindelijk in 1802 een basklok maar het duurde nog tot 1962 vooraleer de huidige beiaard tot stand kwam. In 2001 werd er nog een nieuw beiaardklavier geïnstalleerd.
Er worden regelmatig beiaardconcerten georganiseerd. De opeenvolgende stadsbeiaardiers van het huidig instrument zijn Gilain Pouseele (1963-1979), oud-Menenaar Frank Deleu (1979-2013), Wim Berteloot (2013-....).
In januari 2004 werd boven op het belfort een oriëntatietafel geplaatst.